# Aarhus Symfoniorkester

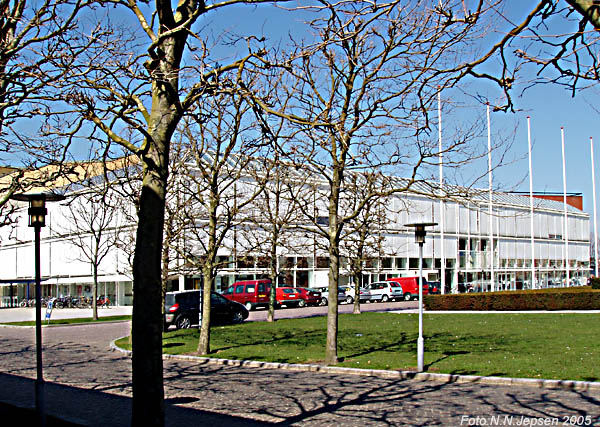
Musikhuset in Aarhus

Het Aarhus Symfoniorkester (ASO) is een symfonieorkest uit Denemarken.
Het orkest uit de stad Aarhus bestond al in het begin van de 20e eeuw, het gaf toen uitvoeringen als het orkest van het plaatselijke theater. In 1935 groeide het onder leiding van toenmalige dirigent Thomas Jensen uit tot een volwaardig symfonieorkest en kreeg toen de naam Aarhus Byorkester (Aarhus Stadsorkest). Het orkest richt zich met haar uitvoeringen voornamelijk op de Deense regio Midden-Jutland, maar geeft ook daarbuiten concerten. Het Aarhus Symfoniorkester speelt niet alleen reguliere concerten, maar verzorgt ook schoolconcerten en begeleidt lokale operavoorstellingen. Daarnaast heeft het een belangrijke rol in het promoten van zowel oude als nieuwe Deense klassieke muziek.
In 1960 componeerde Niels Viggo Bentzon zijn Vijf mobielen ter gelegenheid van het 25-jarig bestaan van het orkest. In 1982 kreeg het orkest haar eigen concertzaal Aarhus Musikhuset, gelegen aan de Thomas Jensenlaan.